# Гелен (ураган)
Ураган Гелен (Хелен; англ. Hurricane Helene) — великий та руйнівний атлантичний ураган 4 категорії, який став найсильнішим за всю історію спостережень, що вразив регіон Біг-Бенд у Флориді. Восьмий названий шторм, п'ятий ураган і другий великий ураган сезону атлантичних ураганів 2024 року.
Напередодні очікуваного виходу Гелен на берег губернатори Флориди та Джорджії оголосили надзвичайний стан у зв'язку з очікуваними значними наслідками, зокрема дуже сильними штормовими хвилями та поривами ураганної сили аж до Атланти. Ураган також спричинив катастрофічні повені, спричинені дощами, особливо в західній Північній Кароліні. Попередження про ураган також поширилися далі вглиб країни. Станом на 27 вересня загалом загинуло 152 людини, що робить його третім найбільш смертоносним ураганом, який обрушився на континентальні Сполучені Штати за останні 50 років, після ураганів «Катріни» у 2005 році та «Ян» у 2022 році, і найбільш смертоносним загалом після «Марії» в 2017 році.

## Метеорологічна історія

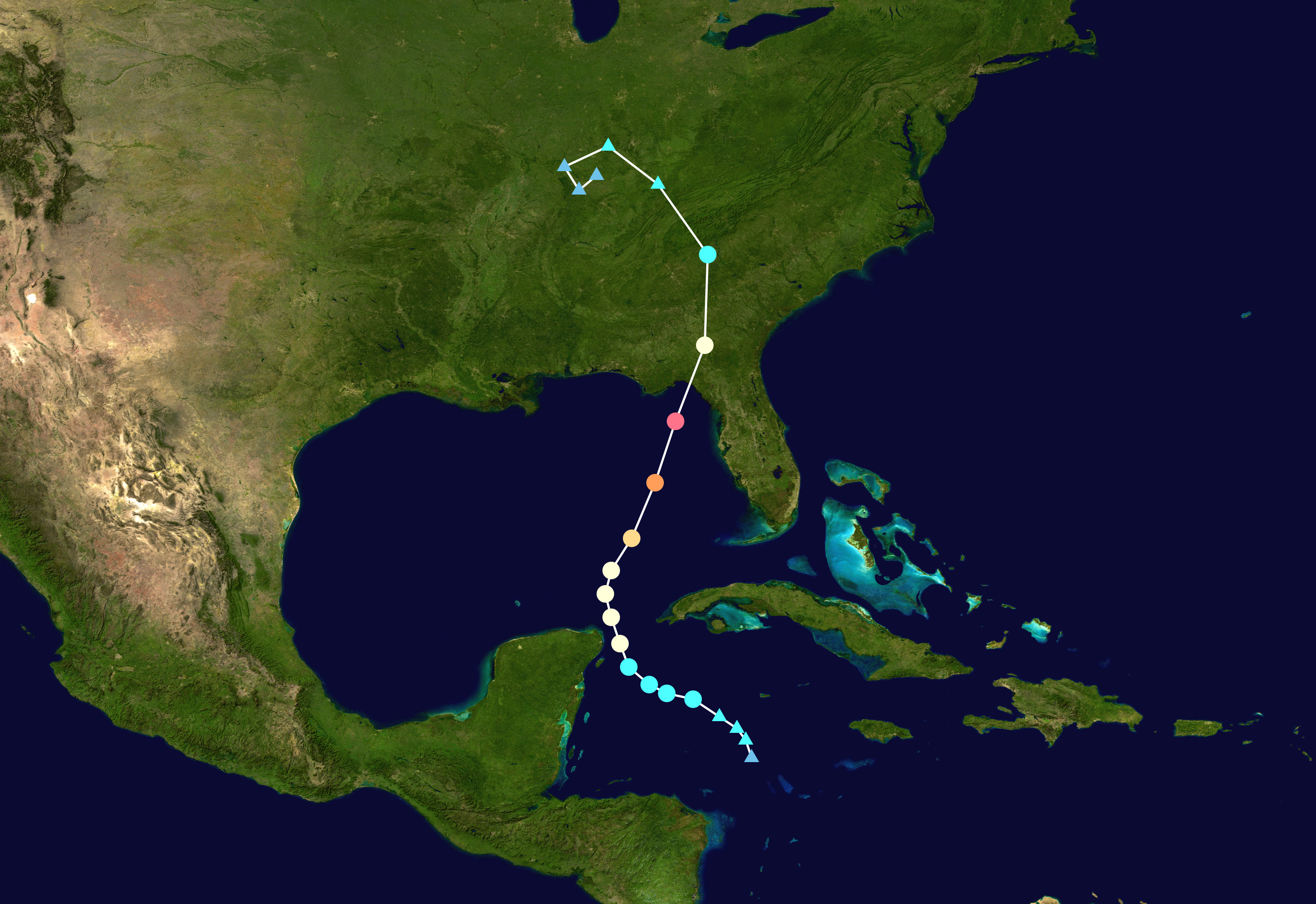
Карта шляху і інтенсивності Урагану Хелен за шкалою Саффіра–Сімпсона

## Підготовка

### Мексика

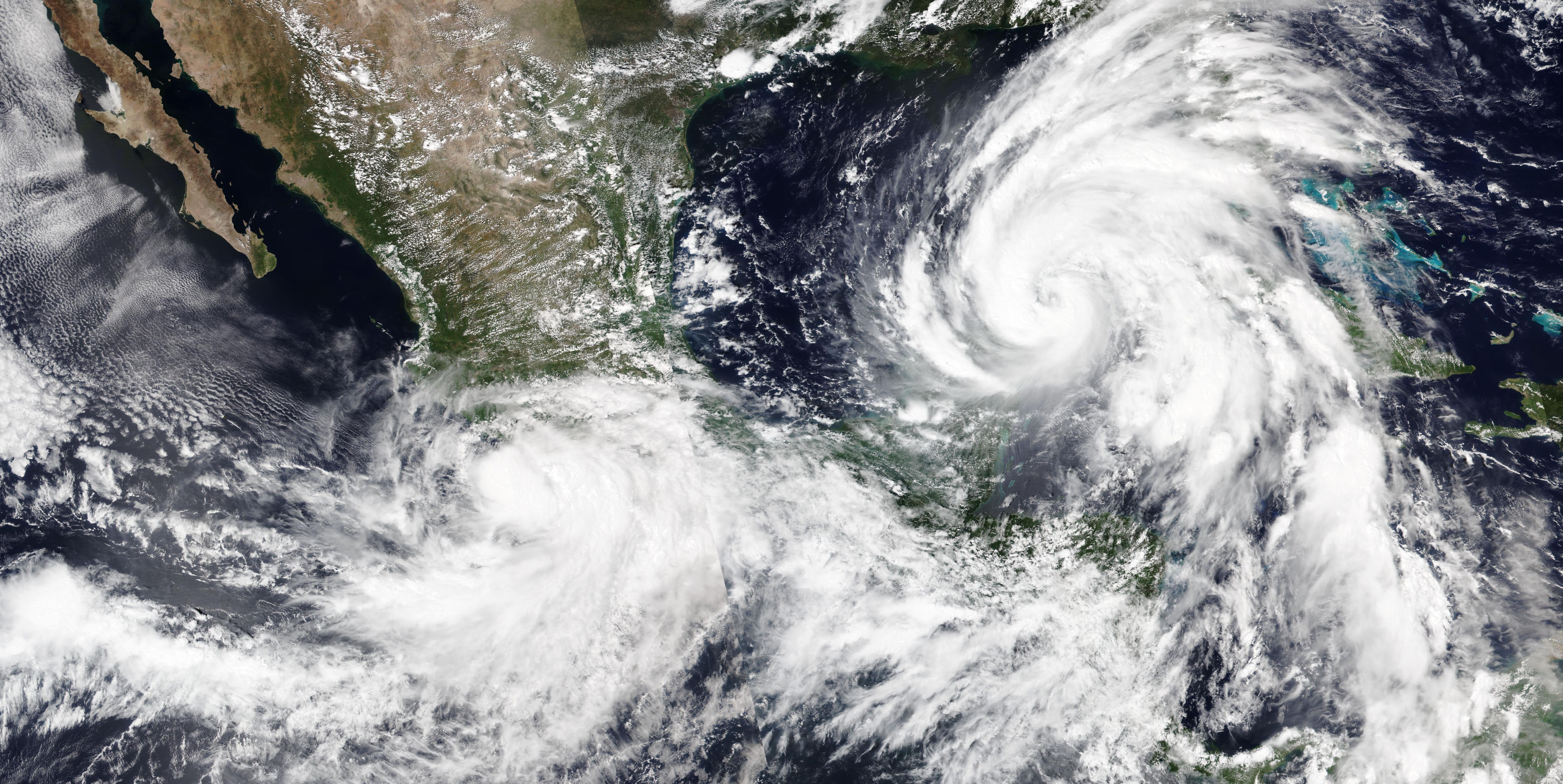
Ураган Хелен та Ураган Джон обрушилися на Мексику 25 вересня

23 вересня для східної частини півострова Юкатан було оголошено попередження про тропічний шторм. Частини Кінтана-Роо та Юкатану було оголошено синій рівень тривоги. Пізніше було оголошено про максимальну небезпеку. Прибуття круїзних лайнерів у порти було скасовано 24 і 25 вересня. Tren Maya також було закрито. На Ісла Мухерес було відкрито два притулки. Була проведена евакуація в уразливих районах. Відвідувачам Айла Холбокс пропонували безкоштовну поїздку на поромі з острова. Заняття були призупинені в Кінтана-Роо.

## Наслідки

### США
Ураган викликав сильні повені у штатах Флорида, Джорджія, Північна та Південна Кароліна. Понад 200 людей у шести штатах — загинули. 
За повідомленням видання USA Today, під час урагану «Гелен», у штаті Північна Кароліна загинуло подружжя українських біженців, які виїхали з Херсону влітку 2022 року. Ще два члени сім'ї перебувають у статусі безвісти зниклих. Повідомляється, що від їхнього будинку залишилися лише бетонні блоки.

### Гондурас
У Гондурасі пройшли сильні дощі в результаті центральноамериканського круговороту, який утворився до Хелен.